# Prisión Estatal de Ely
La Prisión Estatal de Ely (en inglés: Ely State Prison) es una cárcel de máxima seguridad ubicada en un área no incorporada del Condado deWhite Pine, Nevada, al norte de Ely en Estados Unidos. La cárcel, operada por el Departamento de Correccionales de Nevada, abrió sus puertas en julio de 1989 cuando la Fase I se completó y se inauguró en agosto de ese año. La Fase II se completó en el mes de noviembre en 1990, originalmente Ely tenía una capacidad de 1054 reclusos; a partir de 2010 su capacidad es para 1.150.